# Franz Jörissen (Baumeister)
Franz Jörissen (* 31. August 1895 in Kötzschenbroda; † 14. Oktober 1996 in Radebeul) war ein deutscher Baumeister.

## Leben und Wirken
Nach dem Studium der Architektur an der königlichen Bauschule in Dresden gründete der gelernte Zimmermann nach dem Ersten Weltkrieg in Kötzschenbroda ein eigenes Baugeschäft. Durch zahlreiche Um- und auch Neubauten prägte er das Bild der Stadt Radebeul mit. So errichtete er 1924 den Neubau des Schokoladenspezialitätenherstellers Vadossi in der Fabrikstraße 4 in Kötzschenbroda.
Nach dem Zweiten Weltkrieg war Jörissen maßgeblich an der Einrichtung des Heimatmuseums in der Hoflößnitz beteiligt.
Insbesondere setzte Jörissen sich zu DDR-Zeiten auch, zusammen mit dem ehrenamtlichen Aktiv für Denkmalpflege Radebeul, für den Erhalt des verfallenden, barocken Haus Fliegenwedel im Radebeuler Stadtteil Niederlößnitz ein, einem Nachbargebäude von Schloss Wackerbarth. Den gleichen Erfolg verzeichnete er auch bei der Rettung der Bischofspresse in Zitzschewig. Anfang der 1970er Jahre erfolgten auf Initiative Jörissens erste Sicherungs- und Erhaltungsmaßnahmen an dem kurz vorher durch die Radebeuler Gebäudewirtschaft übernommenen Haus Sorgenfrei in Oberlößnitz.
Einige der von Jörissen geschaffenen Werke stehen heute unter Denkmalschutz.
Jörissen wohnte in einem Winzerhaus in der Niederlößnitzer Borstraße 55, das seiner Familie bereits seit 1866 gehörte. Seine Grabstelle befindet sich auf dem Friedhof Radebeul-West.

## Werk (Auszug)
- 1924: Hauptgebäude von Vadossi in Kötzschenbroda, Fabrikstraße 4
- 1927: Christ-König-Kapelle im Katholischen Pfarramt Radebeul in Niederlößnitz, Borstraße 11
- 1928–1931: Anbau an Mietvilla Heinrich Schrader in Niederlößnitz, Ludwig-Richter-Allee 24 (Villenkolonie Altfriedstein)
- 1938: Anbau an das Ausflugslokal Paradies in Niederlößnitz, Höhenweg 1
- 1939: Modernisierung des Katholischen Pfarramts Radebeul in Niederlößnitz, Borstraße 11